# Мизан
Мизан (араб. ميزان‎, букв. «весы») — термин в исламской традиции, обозначающий весы, на которые, согласно верованиям, будут положены деяния человека в Судный день.
Ссылки на мизан встречаются в Коране, где описывается процесс взвешивания добрых и дурных деяний каждой души перед вступлением в джаннат или джаханнам. Верующие считают, что этот процесс является неотъемлемой частью концепции дня Страшного Суда и взаимоотношений Аллаха с человеком.
В соответствии с этим представлением, мизан представляет собой божественные весы, на которых измеряются поступки верующих. Точность и справедливость весов символизируют божественное правосудие. Важным моментом является идея того, что человек будет вознагражден или наказан в зависимости от того, перевесят ли добрые дела дурные или наоборот.
Ибн Аббас, сподвижник и двоюродный брат пророка Мухаммеда, описывал мизан как весы с двумя чашами, одна из которых расположена на Востоке, а другая на Западе. Это изображение служит символом тщательного и справедливого взвешивания.
Кроме того, мизан упоминается в контексте торговли в исламе. В соответствии с Кораном, пророк Шуайб наставлял айкитов соблюдать меру в торговле и не обманывать, используя несбалансированные весы. Обман при взвешивании считается тяжким грехом в исламском праве.
Мизан также описывается как «принцип срединного пути» и «всеобъемлющий божественный принцип организации нашей вселенной». Азиза Й. аль-Хибри утверждает, что мизан как «божественная шкала» может быть преобразована в адль в человеческом мире.